# Lazarivo
Lazarivo is een plaats en commune in het zuiden van Madagaskar, behorend tot het district Betioky Sud, dat gelegen is in de regio Atsimo-Andrefana. Tijdens een volkstelling in 2001 telde de plaats 17.304 inwoners.
De plaats biedt alleen lager onderwijs aan. 80% van de bevolking werkt als landbouwer en 15% houdt zich bezig met veeteelt. De belangrijkste landbouwproducten zijn rijst en pinda's; een ander belangrijk product is maniok. Verder is 5% actief in de dienstensector.